# Paroligia nadgani
Paroligia nadgani är en fjärilsart som beskrevs av George Francis Hampson 1891. Paroligia nadgani ingår i släktet Paroligia och familjen nattflyn. Inga underarter finns listade i Catalogue of Life.